# واریراپتور
واریراپتور (نام علمی: Variraptor) نام یک سرده از شاخه طنابداران است.

## نگارخانه

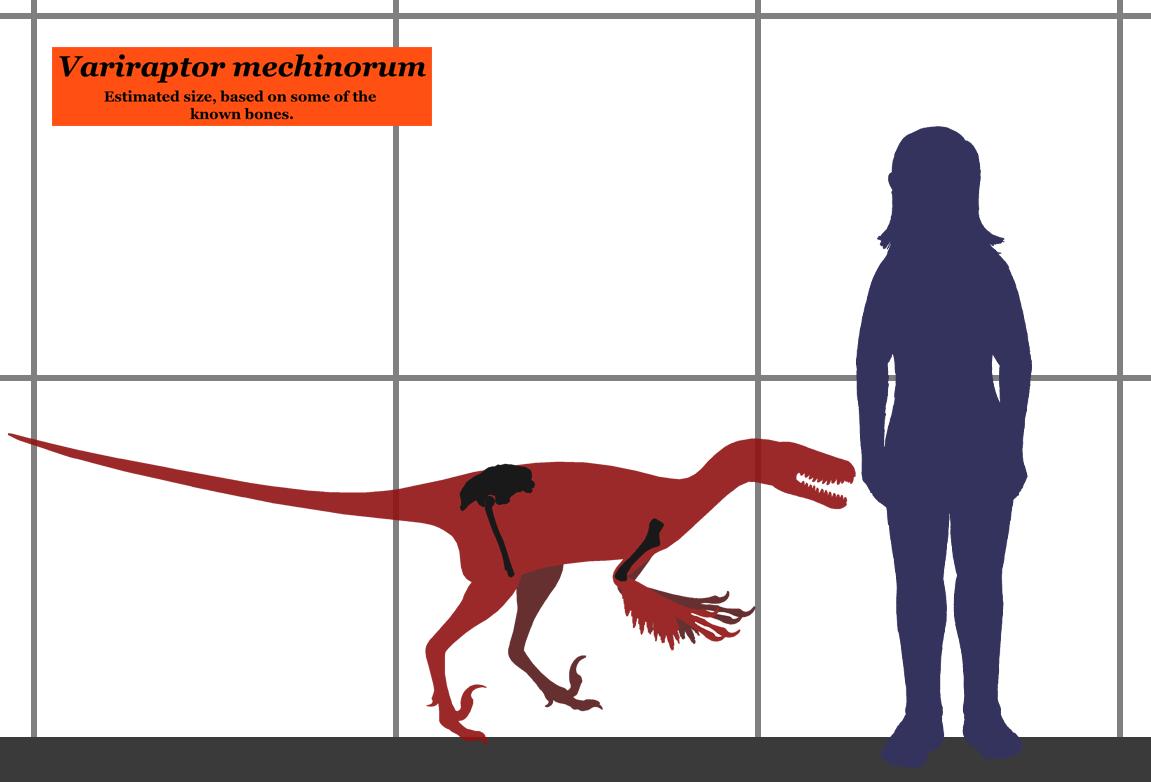